# Joe Douglas
Joe Douglas (1983) è un regista teatrale britannico.

## Biografia
Nasce e cresce a Manchester, dove ha frequentato il St. Bede's College. Ha studiato regia al Rose Bruford College di Londra prima di prendere il posto all'ITV Theater Director Scheme.

## Carriera
Come regista indipendente, Douglas ha diretto al Dundee Repertory Theatre ed al Traverse Theatre. Ha lavorato per il National Theatre of Scotland, l'HighTide e il National Youth Music Theatre. Nel 2012 è stato insignito del premio  Edinburgh Fringe First Award for Educating Ronnie, per uno spettacolo basato sulle sue esperienze in Uganda, che ha scritto e interpretato. Ha diretto due spettacoli al festival di Edimburgo nel 2014, tra cui una commedia di Chimamanda Ngozi Adichie.

## Teatro
- Dear Scotland (2014), co-diretto con Catrin Evans per il National Theatre of Scotland[7]
- Bloody Trams (2014) di Joe Douglas al Traverse Theatre[8]
- The Call of the Wild (2014) di Jack London all'Oran Mor[9]
- The BFG (2013) di Roald Dahl al Dundee Repertory Theatre
- The Reprobates (2013) di Phil Porter[10]
- Thank You (2013) by Catrin Evans at Oran Mor
- The Last Polar Bears (2011) di Harry Horse per il National Theatre of Scotland[11]
- The Sunday Lesson (2010) di Cathy Forde all'Oran Mor
- Our Teacher's A Troll (2010) di Dennis Kelly per il National Theatre of Scotland [12]
- Videotape (2009) di Oliver Emmanuel all'Oran Mor